# 玛雅·罗杰斯
玛雅·罗杰斯（Maya Rogers，1978年5月—）是电子游戏产业界的知名企业家，现任俄罗斯方块公司总裁兼首席执行官，负责管理俄罗斯方块品牌的授权与开发事务。

## 早年生活与教育
罗杰斯早年于日本接受教育，后随家人移居美国。其父亨克·罗杰斯是著名电子游戏开发者，曾取得《俄罗斯方块》在家用游戏机平台的发行权并开始在美国拓展事业。她1996年至2000年间就读于加利福尼亚州洛杉矶郡的佩珀代因大学，获工商管理理学学士学位，2007年至2009年间又在该校葛拉兹亚迪奥商学院取得行政人员工商管理硕士学位。

## 职业生涯
加入俄罗斯方块公司前，罗杰斯曾在美国本田汽车公司担任物流分析师，并在索尼互动娱乐美国分公司担任本地化制作人。她亦是总部位于夏威夷的风险投资加速器Blue Startups的创始合伙人。
罗杰斯作为执行制片人主导开发了2023年传记电影《俄罗斯方块》，该片在西南偏南电影节首映，讲述其父及公司发展历程。在影片中，年轻时期的罗杰斯由鸣海花音饰演。